# Petar Kasandrić
Petar Kasandrić (Hvar, 15. ožujka 1857. – Rim, 31. svibnja 1926.) bio je hrvatski povjesničar književnosti i novinarstva, publicist, novinar, prevoditelj i diplomat.

## Životopis i djela
U Dubrovniku je pohađao gimnaziju. Zaposlio se je u Zadru kao računarski činovnik. Uskoro preuzima izdavanje polutjednika Smotre dalmatinske koju je uređivao sve do 28. listopada 1918. godine. 
Kraljevina SHS ga je angažirala 1920. kao atašea za tisak u rimskom veleposlanstvu. Bavio se proučavanjem književnosti, povijesti književnosti i povijesti novinarstva. Pisao je rasprave i oglede. Na talijanskome jeziku je napisao zbirku poezije Prime liriche e ultime 1879. godine, prijevod srpske narodne epike objavljen 1884. te prijevod Njegoševa Gorskog vijenca koji je posmrtno objavljen 1999. godine.
Umro je u Rimu, a pokopan u rodnom Hvaru.